# Classe Evangelista Torricelli
La classe Torricelli della Marina Militare fu costuitita da tre vecchi sommergibili statunitensi della classe Balao, ceduti all'Italia nel quadro di un programma di assistenza militare. Si trattava dell'USS Lizardfish, USS Capitaine e USS Besugo, veterani della guerra contro l'Impero giapponese e rispettivamente ribattezzati Evangelista Torricelli, Alfredo Cappellini e Francesco Morosini.. I tre battelli prima della consegna vennero sottoposti a lavori di ammodernamento Fleet Snorkel, versione più economica del programma GUPPY.
Il Torricelli è stato il primo dei tre a entrare in servizio nella Marina Militare e fu consegnato a Pearl Harbor, il 9 gennaio 1960: giunse a Taranto il 4 aprile seguente e rimase in servizio fino al 1976, svolgendo attività di addestramento. Il primo ottobre 1976 fu riconsegnato alla marina statunitense che lo vendette per la demolizione. Gli altri due battelli sono entrati in servizio nella seconda metà degli anni sessanta sostituendo i sommergibili Giada e Vortice che avevano servito nella Regia Marina durante la seconda guerra mondiale. Il Cappellini è stato in servizio dal 5 marzo 1966 al primo giugno 1977, mentre il Morosini dal 31 marzo 1966 al 30 settembre 1971 quando fu messo in disarmo per poi essere restituito il 16 aprile 1976. Entrambi svolsero attività di addestramento.

### Video
- Marinai degli abissi durata 29' 20"